# Липпе-Бистерфельд

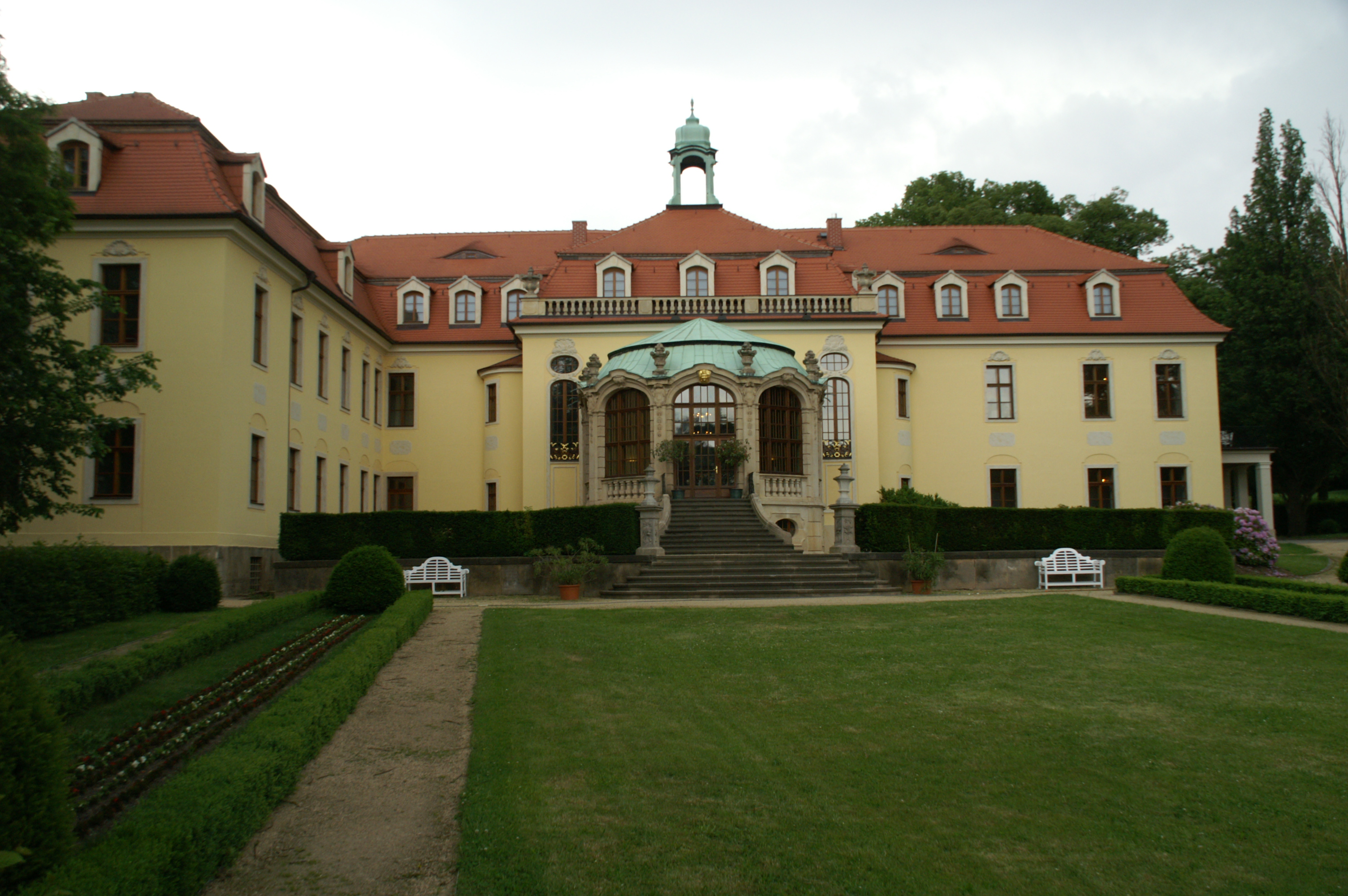
Прошвицкий дворец в Мейсене, одна из резиденций Липпе-Бистерфельдов

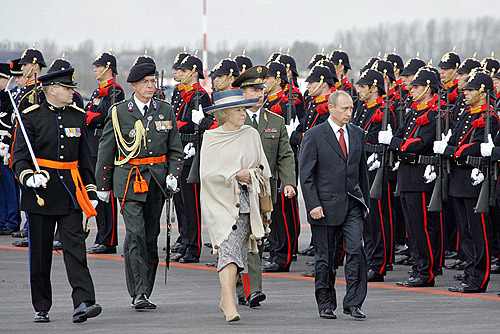
Королева Беатрикс из рода Липпе-Бистерфельд с российским президентом Путиным. 2005 год.

Липпе-Бистерфельд (нем. Lippe-Biesterfeld) — линия немецкого графского дома Липпе, центром владений которой первоначально был Бистерфельд (ныне в городской черте Люгде). В 1905—1918 годах Липпе-Бистерфельды правили княжеством Липпе-Детмольд. В 1980—2013 годах представительница Липпе-Бистерфельдов королева Беатрикс занимала престол королевства Нидерланды.
Линия берёт своё начало от Йоста Германа (9.02.1625—6.07.1678), младшего сына графа Симона VII Липпского. После смерти отца Йост Герман получил в удел Штернберг и Шваленберг. Ему наследовал его сын Рудольф Фердинанд (3.IV.1671—12.VII.1736), сыновья которого Фридрих (20.I.1706—31.VII.1781) и Фердинанд (22.VIII.1709—18.VI.1791), поделили его наследство соответственно на две линии: Липпе-Бистерфельд и Липпе-Вейсенфельд.
После пресечения династии князей Липпе-Детмольд в 1905 году решением Имперского суда в Лейпциге княжество было передано линии Липпе-Бистерфельд. Таким образом линия Липпе-Бистерфельд преобразовалась в линию князей Липпе, но 24 февраля 1916 года князь Леопольд IV Липпский, пожаловал сыновьям своего брата Бернгарда (1872—1934) Бернгарду (1911—2004) и Ашвину (1914—1988) титул принцев Липпе-Бистерфельдских с обращением Ваше Высочество.
В 1937 году принц Бернгард женился на принцессе Нидерландов Юлиане Луизе Эмме Марии Вильгельмине Оранско-Нассауской, ставшей в 1948 году королевой Нидерландов Юлианой. Их дочь Беатрикс стала королевой Нидерландов в 1980 году.

## Графы Липпе-Бистерфельда
- Фридрих (20.I.1706—31.VII.1781) с 1762 г.
- Карл (2.XI.1735—19.XI.1810) с 1781 г., сын Фридриха
- Эрнст I (15.IV.1777—8.I.1840) с 1810 г., сын Карла
- Юлиус (2.IV.1812—18.V.1884) с 1840 г., сын Эрнста I
- Эрнст II (9.VI.1842—26.IX.1904) с 1884 г., сын Юлиуса
- Леопольд IV (30.V.1871—1949) с 1904 г., сын Эрнста II, с 1905 г. князь Липпе-Детмольд, в 1918 г. отрёкся от княжеского престола